# Konkatedra Świętych Apostołów Piotra i Pawła w Osijeku
Konkatedra Świętych Apostołów Piotra i Pawła (chor. Osječka konkatedrala Svetog Petra i Pavla) – konkatedra rzymskokatolickiej archidiecezji Ðakovo-Osijek w Osijeku w Chorwacji. Mieści się w górnej części miasta zwanej Gornji Grad. Jest to zbudowany w latach 1894–1898 według projektów niemieckiego architekta Franza Langenberga oraz austriackiego architekta Richarda Jordana neogotycki kościół. Świątynia posiada pięć ołtarzy neogotyckich. Dzwonnica kościelna o wysokości 94 metrów posiada cztery empory. W 1991 podczas wojny w Chorwacji została częściowo uszkodzona.